# توني هوانغ
توني هوانغ (بالإنجليزية: Tony Hwang)‏ هو سياسي أمريكي، ولد في 17 سبتمبر 1964 في كاوهسيونغ في تايوان. حزبياً، نشط في الحزب الجمهوري. وقد انتخب عضو مجلس نواب كونيتيكت.

## وصلات خارجية
- الموقع الرسمي